# Bernard Katz
Bernard Katz (Lipsia, 26 marzo 1911 – Londra, 20 aprile 2003) è stato un biologo tedesco naturalizzato britannico, premio Nobel per la medicina nel 1970, insieme a Julius Axelrod e Ulf von Euler, per i suoi studi sulla neurofisiologia delle sinapsi.

## Biografia
Studiò all'Albert Gymnasium di Lipsia (dove era nato, da famiglia ebraica) dal 1921 al 1929 e conseguì presso la locale Università la laurea in Medicina. Nel 1935 fu costretto, a causa delle sue origini e dagli eventi politici della Germania nazista, a trasferirsi in Gran Bretagna; qui iniziò a lavorare all'University College di Londra, inizialmente sotto la supervisione di Archibald Vivian Hill. Terminato il dottorato di ricerca nel 1938, conseguì il Carnegie Fellowship per i suoi studi con il neurofisiologo australiano John Carew Eccles all'ospedale di Sydney. Nel 1942, naturalizzato britannico, entrò nella Royal Australian Air Force per combattere nella guerra del Pacifico come ufficiale radarista. Nel 1945 sposò Marguerite Penly e rientrò, l'anno seguente, all'Università londinese come direttore assistente. Nel 1952 ottenne la cattedra, divenne capo del dipartimento di biofisica ed entrò nella Royal Society. Morì a Londra, all'età di 92 anni, nel 2003.

### Attività scientifica
Le sue ricerche riguardarono principalmente lo studio delle proprietà fondamentali delle sinapsi, le giunzioni che permettono il passaggio del segnale tra le terminazioni nervose.
Dagli anni cinquanta studiò gli aspetti biochimici dell'azione dell'acetilcolina, la molecola responsabile della neurotrasmissione, cosa che gli consentì di vincere il Nobel, particolarmente per aver dimostrato il rilascio "quantico" della molecola a livello sinaptico. Infatti, il rilascio di quantità definite di acetilcolina nello spazio fra le sinapsi è dovuto al fatto che le molecole del neurotrasmettitore risiedono in compartimenti cellulari detti "vescicole sinaptiche" che vengono espulse nello spazio inter-sinaptico per un meccanismo di esocitosi.
Il lavoro di Katz influenzò notevolmente le ricerche sugli organofosfati, alla base della produzione degli insetticidi di terza generazione.